# Lqliâa

## Localisation géographique
- Au nord : Commune d'Inzegane, commune d'Aït Melloul, commune de Temsia (Préfecture d'Inezgane Aït Melloul), commune d'Agadir (Préfecture d'Agadir Ida-Outanane)
- Au sud : Commune de Sidi Bibi (Préfecture de Chtouka Aït Baha)
- À l'est : Commune de Oued Essafa (Préfecture de Chtouka Aït Baha)

La commune urbaine de Lqliâa dans son environnement à travers la carte.

- À l'ouest : Océan Atlantique[1]
- La commune urbaine de Lqliâa dans son environnement à travers la carte.

## Démographie
La commune urbaine de Lqliâa, connaît une croissance démographique significative depuis les années 1990. Selon les recensements officiels :
- En 1994, la population était de 17 921 habitants.
- En 2004, elle a atteint 47 837 habitants, soit une augmentation de 167% par rapport à 1994.
- En 2014, la population s'élevait à 83 235 habitants, enregistrant une hausse de 74% en dix ans.
- En 2024, la commune compte 107 133 habitants, marquant une progression de 28,7% par rapport à 2014.

Au total, entre 1994 et 2024, la population de Lqliâa a augmenté de 498%, témoignant de l'urbanisation rapide et de l'attractivité croissante de la commune au sein de l'agglomération d'Agadir.

## Les noyaux d'habitation d'origine constituant la commune
- Douar Lâzib
- Douar Ben Anfar
- Douar Lkhmiss
- Douar Ljenan
- Douar Ljenanat
- Douar Lqliâa Lfouqania[3]

## Monographie de la commune de Lqliâa
La commune urbaine de Lqliâa est issue de la commune urbaine d'Aït Melloul, à la suite du découpage communal de 1992. Elle a d'abord constitué un espace rural avec des noyaux d'habitation anciens qui se sont développés de manière significative jusqu'à former un centre doté d'infrastructures urbaines.
L'essor urbain de la commune au cours de deux décennies l'a qualifiée pour accéder au rang de commune urbaine, en vertu du décret du Premier ministre n° 520-08-2 du 28 Chaoual 1429 (28 octobre 2008), fixant la liste des cercles, caïdats, communes urbaines et rurales du Royaume ainsi que le nombre de membres à élire pour le conseil de chaque commune.

## Environnement géographique et naturel
La commune de Lqliâa bénéficie d’un climat généralement modéré, parfois semi-aride, sous l’influence de l’océan Atlantique. Toutefois, sa situation au sud du Haut Atlas limite considérablement la pénétration des vents humides du nord chargés de pluie. La région est également exposée aux courants du sud et aux vents sahariens, connus pour leur sécheresse, contribuant ainsi à un climat plus continental et à une élévation des températures.
Le relief de la région se présente sous forme d’une plaine alluviale dont l’altitude ne dépasse pas 23 mètres, tandis que son point le plus bas atteint 8 mètres au-dessus du niveau de la mer. Cette faible élévation rend la zone vulnérable aux inondations en cas de fortes précipitations.

Environnement géographique et naturel

### Sources
1. ↑  « الجماعة الحضرية القليعة », sur lqliaa.com (consulté le 21 décembre 2024)
2. ↑  « Site institutionnel du Haut-Commissariat au Plan du Royaume du Maroc », sur Site institutionnel du Haut-Commissariat au Plan du Royaume du Maroc (consulté le 21 décembre 2024)
3. 1 2 3 4 5  « الموقع الرسمي لجماعة القليعة », sur www.communelqliaa.com (consulté le 21 décembre 2024)

(ar + fr) « POPULATION LÉGALE DES RÉGIONS, PROVINCES, PRÉFECTURES, MUNICIPALITÉS, ARRONDISSEMENTS ET COMMUNES DU ROYAUME D’APRÈS LES RÉSULTATS DU RGPH 2014 », Haut-Commissariat au plan, 8 avril 2015 (consulté le 29 septembre 2017)